# Genimen lailad
Genimen lailad är en insektsart som beskrevs av Ingrisch, F.M.H. Willemse och Shishodia 2004. Genimen lailad ingår i släktet Genimen och familjen gräshoppor. Inga underarter finns listade i Catalogue of Life.